# Општина Градинари (Олт)
Градинари (рум. Grãdinari) општина је у Румунији у округу Олт.
Oпштина се налази на надморској висини од 130 m.